# Pterophorini
De Pterophorini zijn een geslachtengroep van vlinders in de familie vedermotten (Pterophoridae).

## Geslachten
- Calyciphora
- Chocophorus
- Cosmoclostis
- Diacrotricha
- Imbophorus
- Merrifieldia
- Oirata
- Patagonophorus
- Porrittia
- Pterophorus
- Septuaginta
- Singularia
- Tabulaephorus
- Wheeleria